# Saint-Maurice-du-Désert

Saint-Maurice-du-Désert este o comună în departamentul Orne, Franța. În 1 ianuarie 2018 avea o populație de 753 de locuitori.